# Pretty Savage
Pretty Savage è un brano musicale del girl group sudcoreano Blackpink, terza traccia del primo album in studio The Album, pubblicato il 2 ottobre 2020.

## Pubblicazione
Pretty Savage è stata confermata con la tracklist dell'album il 28 settembre 2020. È stata pubblicata in concomitanza con la commercializzazione dell'album.

## Descrizione
Pretty Savage è stata scritta da Teddy, Danny Chung, Løren e Vince, con la produzione curata da Teddy insieme a 24 e R. Tee. È una canzone trap con «voci infestate» e «un ritmo vivace e staccato», il testo è un «dito medio collettivo per gli haters». La canzone parla di come il successo del gruppo arriva dall'essere diverso da tutti gli altri.

## Accoglienza
La canzone è stata accolta con recensioni generalmente positive da parte della critica. Scrivendo per Billboard, Jason Lipshutz ha classificato Pretty Savage come la migliore canzone dell'album, definendola «ipnotica durante i suoi feroci alti» e anche come una delle migliori canzoni delle Blackpink. Callie Ahlgrim di Insider ha definito il brano come un «colpo diretto di adrenalina». Scrivendo per Rolling Stone, Tim Chan l'ha etichettata come «la più sensuale traccia di baci dai tempi» dopo Thank U, Next di Ariana Grande. In una recensione più negativa, Mikael Wood per il Los Angeles Times ha descritto la canzone, insieme a How You Like That, come «due dichiarazioni vagamente formulate di feroce autodeterminazione».

## Formazione
Musicisti
- Blackpink – voci
- 24 – arrangiamento
- R. Tee – arrangiamento
- Teddy – arrangiamento

Produzione
- 24 – produzione
- R. Tee – produzione
- Teddy – produzione
- Youngju Bang – registrazione
- Yong In Choi – registrazione
- Chris Gehringer – mastering
- Jason Robert – missaggio

## Classifiche
| Classifica (2020) | Posizione massima |
| ----------------- | ----------------- |
| Canada            | 87                |
| Corea del Sud     | 45                |
| Grecia            | 86                |
| Malaysia          | 2                 |
| Perù              | 127               |
| Portogallo        | 64                |
| Singapore         | 3                 |
| Stati Uniti       | 121               |